# Mercedes-Benz C292
Mercedes-Benz C292 foi um protótipo de corrida para o Group C,desenvolvido pela Mercedes-Benz com apoio da Sauber, para competir na WSC de 1992 mas que nunca correu efetivamente, pela desistência da Mercedes-Benz de competir.
Criada pela Sauber para a Mercedes-Benz, a C292 apresentava o mesmo motor da C291, um Mercedes-Benz M291 3.5L Flat-12, que tinha inicialmente desapontado em 1991, mas que durante 1992, foi aperfeiçoado em testes, e finalmente foi capaz de produzir resultados semelhante aos motores da Jaguar, Peugeot, e Toyota.
Contudo, dada a grande quantidade de dinheiro que a Mercedes-Benz tinha investido no automobilismo desde o seu regresso, ao receber retornos pouco frutíferos, mesmo depois de vencer dois campeonatos e uma 24 Horas de Le Mans, foi tomada a decisão de cancelar o projeto, após poucos C292 forem produzidas pela Sauber. O número exato de C292 que foram construídas é desconhecida, porém uma cópia restante está em exposição no museu da Sauber.
Com o cancelamento, a C292 nunca foi testada, e, portanto, o seu potencial em relação aos seus concorrentes nunca foi capaz de ser visto. Não se sabe se a Mercedes mesmo chegou ao ponto de instalar o motor M291 no C292.
Este foi o último carro esportivo de competição lançado pela Mercedes-Benz até o lançamento do Mercedes-Benz CLK-GTR em 1997.